# Michael Jackson
Michael Joseph Jackson, född 29 augusti 1958 i Gary i Indiana, död 25 juni 2009 i Los Angeles i Kalifornien, var en amerikansk popsångare, låtskrivare och dansare, med oerhörda framgångar under fyra årtionden. Jackson är en av 1900-talets mest framträdande underhållare och har haft stor inverkan på musikindustrin, bland annat genom sina nydanande musikvideor.
Michael Jackson inledde sin karriär 1964 tillsammans med fyra av sina bröder i The Jackson 5. Han påbörjade sin solokarriär 1971 medan han fortfarande var medlem av gruppen. Jackson kom att producera några av världens bäst säljande musikalbum någonsin och fick epitetet The King of Pop (engelska för "Kungen av pop") av sin nära vän Elizabeth Taylor. Albumet Thriller (1982) innehar rekordet för det mest sålda genom tiderna. Försäljningssiffrorna uppskattas till mellan 65 och 105 miljoner sålda exemplar. Även albumen Off the Wall (1979), Bad (1987), Dangerous (1991) och HIStory (1995) nådde mycket stora kommersiella framgångar.
Under 1980-talet anses Jackson ha revolutionerat synsättet på musikvideor som konstform och marknadsföringsgrepp. De vanligen mycket påkostade videorna, som Jackson insisterade på att kalla "kortfilmer", blev en stapelvara för den då nya musikkanalen MTV. Bland de viktigaste kan nämnas "Beat It", "Billie Jean", "Thriller", "Black or White" och "Scream". I sina filmer och scenshower har han ofta använt avancerade danssteg som moonwalken, som han därmed populariserat över världen. Michael Jacksons särpräglade musikaliska stil har under åren influerat många hiphop-, pop- och R&B-artister. Han menade att han själv tagit inspiration från bland annat Jackie Wilson och James Brown.
Michael Jackson blev två gånger inskriven i Rock and Roll Hall of Fame and Museum, en gång med The Jackson 5 och en gång som soloartist. Han blev också inskriven i Songwriters Hall of Fame.
Jackson avled av hjärtstillestånd den 25 juni 2009 vid 50 års ålder i sin hyrda fastighet i Los Angeles. Detta skedde en kort tid före sin comeback och vad han sade skulle vara hans sista turné. Den 12 oktober 2009 släpptes singeln "This Is It" postumt.

## Biografi

### 1958–1975: Barndom ochThe Jackson 5

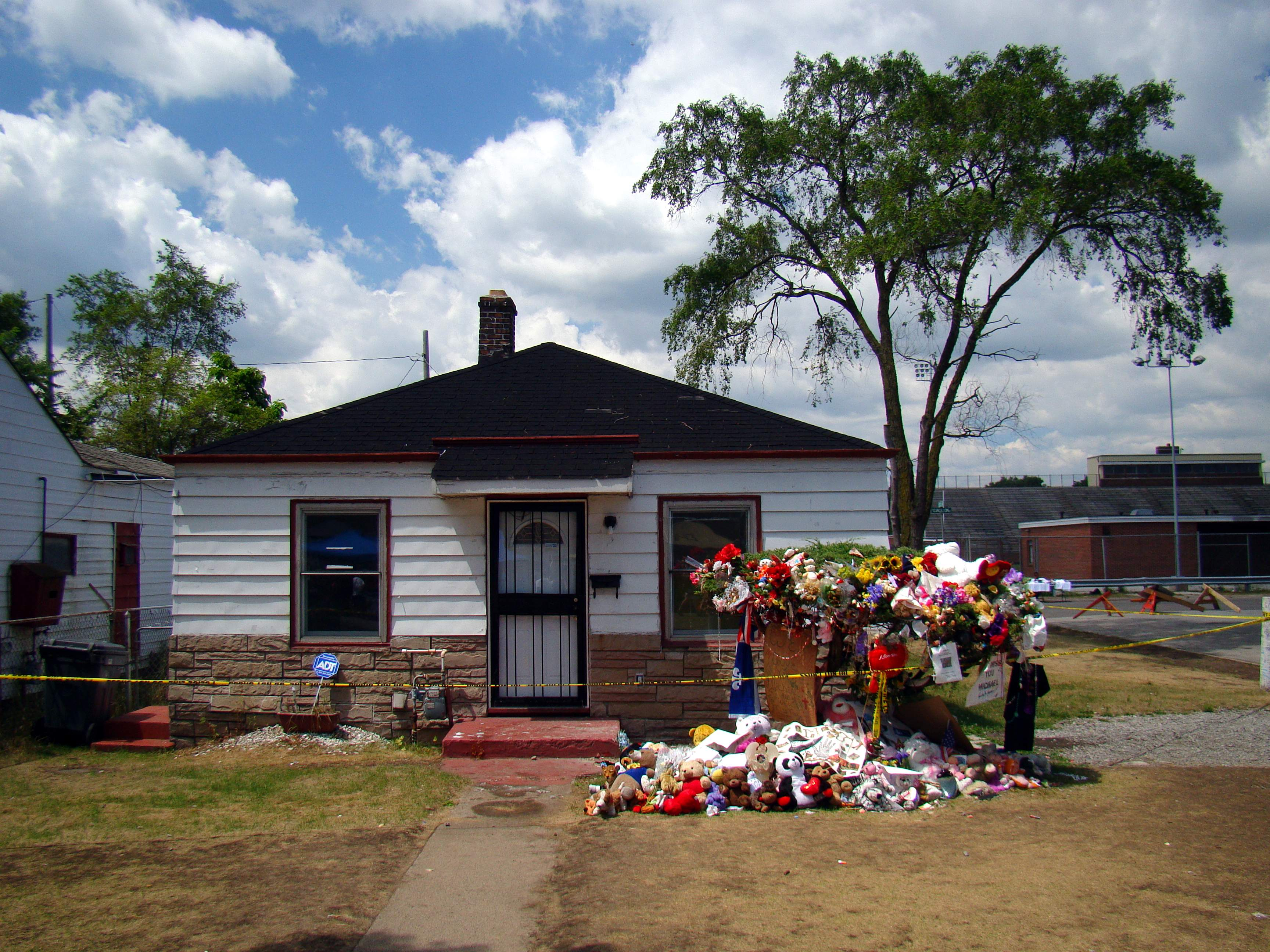
Jacksons barndomshem i Gary, Indiana.

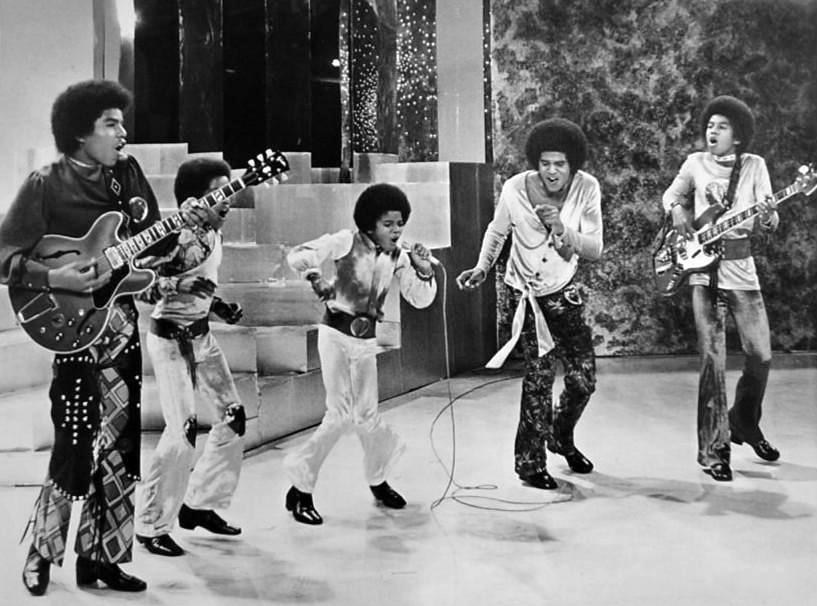
The Jackson 5 år 1971.

Michael Jackson föddes i Gary, Indiana (en industriförort till Chicago, Illinois) i en arbetsklassfamilj den 29 augusti 1958. Hans föräldrar Joseph "Joe" Walter och Katherine Esther, född Scruse, fick sammantaget tio barn, varav Michael var det åttonde. Hans syskon är Rebbie, Jackie, Tito, Jermaine, La Toya, Marlon, Randy och Janet samt en bror som dog strax efter födseln. Fadern Joseph Jackson var anställd på ett stålverk och uppträdde ofta tillsammans med sin bror med ett band kallat The Falcons. Michael Jackson var ett Jehovas vittne under sin uppväxt.
Jackson utsattes för fysisk och psykisk misshandel av sin far och det kom att påverka honom i hans vuxna liv. Vid en intervju med Oprah Winfrey 1993 talade Michael Jackson för första gången öppet om det han utsatts för. Han sade att under sin barndom grät han ofta av ensamhet och blev ibland illamående och sjuk av att se sin far. Jackson berättade även att han kände starkt hat för sin far då. Under Jacksons andra högprofilsintervju Living with Michael Jackson (2003) täckte sångaren sitt ansikte med sin hand och började gråta när han talade om misshandeln. Jackson erinrade sig att hans far Joseph satt i en stol med ett bälte i sin hand då han tillsammans med sina syskon övade och om deras insatser inte var tillräckliga misshandlade han dem.
Jackson visade sin musikaliska talang tidigt i livet då han framträdde på en julkonsert vid fem års ålder. År 1964 blev Michael och brodern Marlon medlemmar i bandet The Jackson Brothers, som deras bröder Jackie, Tito och Jermaine startat. De två fick spela congas och tamburin. Michael fick senare börja uppträda som bakgrundssångare och dansare. Vid åtta års ålder blev han och Jermaine frontsångare och gruppen bytte namn till The Jackson 5. Bandet turnerade mycket i den amerikanska Mellanvästern mellan åren 1966 till 1968, och spelade regelbundet på en rad afroamerikanska scener och mötesplatser som i grupp var kända som "the Chitlin' Circuit", som förband till artister som Sam and Dave, The O'Jays, Gladys Knight och Etta James. Jackson 5 uppträdde också på klubbar och cocktailbarer, där stripteaseframträdanden kunde förekomma, och på diverse tillställningar som studentbaler. År 1967 vann de under Michaels ledning en stor lokal talangjakt där de tolkade hits från skivbolaget Motown samt James Browns "I Got You (I Feel Good)'".
För det lokala skivbolaget Steeltown Records spelade The Jackson 5 år 1967 in flera låtar, inklusive deras första singel "Big Boy", för att sedan 1968 skriva på ett skivkontrakt med Motown Records. Sedan Michael Jackson började sjunga och dansa med sina bröder beskrev Rolling Stone Magazine den unga Michael som ett underbarn med överväldigande musikaliska gåvor. Rolling Stone skrev att han hade ett barns pipiga röst, men dansade som ett vuxet proffs och sjöng med ett R&B/gospel-tonfall liknande Sam Cooke, James Brown, Ray Charles och Stevie Wonder.
Jackson 5 slog ett hitlistrekord när deras fyra första singlar ("I Want You Back", "ABC", "The Love You Save" och I'll Be There") samtliga nådde nummer ett på Billboard Hot 100. Under Jackson 5:s tidiga år hävdade Motowns PR-grupp att Michael endast var nio år gammal, två år yngre än vad han egentligen var, för att få honom att framstå som sötare och bli mer tillgänglig för den stora massan.
År 1972 gav Michael ut sammantaget fyra solostudioalbum med Motown, bland dem "Got to Be There" och "Ben". Dessa gavs ut som en del av Jackson 5:s franchising och det producerades flera lyckade singlar såsom "Got to Be There", "Ben" och en coverinspelning av Bobby Days "Rockin' Robin". Gruppens försäljningssiffror började sjunka år 1973 och bandmedlemmarna irriterade sig på Motowns strikta vägran att låta dem få kreativ kontroll eller föra in egna idéer. Även om gruppen fick ett flertal topp-40-hits, inkluderat discosingeln "Dancing Machine" bland top-5 och "I Am Love" bland top–20, lämnade Jackson 5 Motown år 1975.

### Åren 1975–1981: Flytt tillEpic, solokarriären medOff the Wall
År 1975 lämnade Jackson-bröderna Motown och skrev i juni på för Epic Records. Eftersom namnet The Jackson 5 tillhörde Motown pånyttskapade de bandet under namnet The Jacksons, där Michaels yngre bror Randy ersatte Jermaine som istället stannade hos Motown och satsade på en solokarriär.
Efter namnbytet fortsatte bandet att turnera internationellt och släppte mellan åren 1976 och 1984 ytterligare sex album. Under de åren var Michael Jackson ledaren för gruppens sångskrivande och han skrev hits som "Shake Your Body (Down to the Ground)", "This Place Hotel" och "Can You Feel It". Andra populära låtar som de spelade in var "Blame It on the Boogie", "Things I Do for You", "Lovely One" och "State of Shock", en duett med Michael och Mick Jagger. Från början var det tänkt att rock–artisten Freddie Mercury skulle ha sjungit låten med Michael, men samarbetet avbröts. Dock så har demoinspelningen där Michael och Freddie sjunger låten tillsammans läckt ut på Internet.
Michael spelade en av huvudrollerna som Fågelskrämman i filmmusikalen The Wiz som kom ut 1978. Filmmusiken arrangerades av Quincy Jones, och han och Jackson bildade under filmproduktionen ett samarbete och Jones gick med på att producera sångarens nästa soloalbum, Off the Wall. Författare till låtarna inkluderade Jackson, Heatwaves, Rod Temperton, Stevie Wonder och Paul McCartney. Då den släpptes 1979 blev skivan den första att nå fyra US top-10 hits, vilka inkluderade listtopparna "Don't Stop 'til You Get Enough" och "Rock with You". Off the Wall nådde nummer tre på Billboard 200 och har sedan dess sålt i över 20 miljoner kopior världen över.
År 1979 bröt Jackson sin näsa under ett invecklat dansnummer. Hans efterföljande näsoperation var inte fullständigt lyckad och han klagade över svårigheter att andas, vilket skulle påverka hans karriär. Han blev remitterad till läkaren Steven Hoefflin som genomförde en andra näsoperation och andra efterföljande operationer.
På 1980 års American Music Awards vann Jackson tre utmärkelser för sina soloprestationer: "Favorite Soul/R&B Album", "Favorite Male Soul/R&B Artist" samt "Favorite Soul/R&B Single" för låten "Don't Stop 'til You Get Enough". Det året vann han även Billboard Music Awards pris för "Top Black Artist" samt "Top Black Album" och en Grammy för "Best Male R&B Vocal Performance" (för låten "Don't Stop 'til You Get Enough"). Trots den kommersiella framgången ansåg Jackson att Off the Wall borde ha haft en mycket större effekt, och han var besluten att överträffa förväntningarna med sin nästa skiva. År 1980 hade Jackson den högsta royaltyn i musikbranschen med 37 % av grossisthandelns albumintäkter.

### Åren 1982–1983:ThrillerochMotown 25

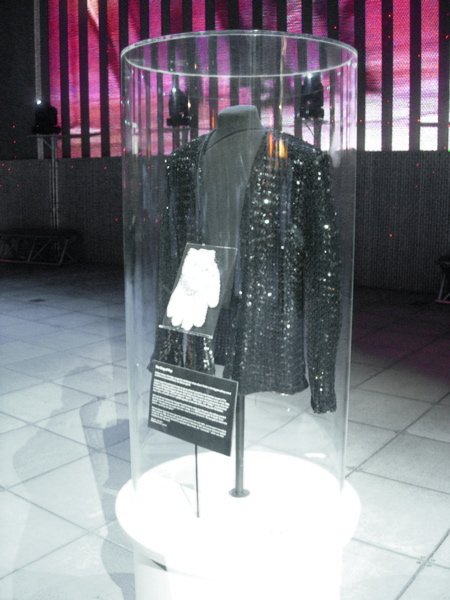
Billie Jean-kostymen från Motown 25.

Efter att Jacksons i början av 1982 bidragit med låten "Someone in the Dark", till filmen E.T. the Extra-Terrestrial, vilket gav honom en Grammy för Best Album for Children, släppte han i december 1982 sin andra solo-skiva, med namnet Thriller, för Epic Records. Detta visade sig bli höjdpunkten i hans karriär och albumet låg på tio-i-toppen på Billboard 200 i 80 efterföljande veckor, och under 37 av dessa låg den högst på listan. Sju singlar från Thriller låg samtidigt på Hot 100 tio-i-topp, bland annat "Billie Jean", "Beat It" och "Wanna Be Startin' Somethin'". Den blev världens mest sålda skiva med idag 108 miljoner sålda exemplar. Thriller hade 2005 sålt mer än 26 × platina i USA. RIAA certifierade att Thriller hade skickats ut i 28 miljoner exemplar i USA, vilket gett det status som så kallat Double Diamond.
Thriller-perioden var en extraordinärt lönsam period för Jackson, vars advokat John Branca hade förhandlat fram vad han skröt med var det högsta royaltybeloppet någonsin i musikindustrin, cirka 2 USD per album. Under tiden fick Jackson även in pengar från Making Michael Jackson's Thriller, en dokumentär av Jackson och John Landis, vilken snabbt sålde över 350 000 kopior. Därtill började han tjäna på försäljning av Michael Jackson-dockor och andra nymodigheter som nådde marknaden. Dokumentären blev världens mest sålda musikvideo på VHS.
Albumet ledde inte bara till en rekordframgång bland fansen utan ledde till förändringar i själva musikindustrin på i huvudsak fyra områden. Till att börja med ökade det vikten av album och utmanade föreställning om hur många blivande hits ett album kunde innehålla. För det andra återställde det hos industrin en känsla av självförtroende gällande dess förmåga att släppa artister på en hög nivå under en tid då inkomsterna hade sjunkit. För det tredje hjälpte det MTV att uppnå framgång, även om MTV förviss även hjälpte Thriller att nå framgång. För det fjärde banade Thriller vägen för andra artister såsom Prince. New York Times slog senare fast att Jackson ensam var en räddning för musikindustrin, och även vid dess 25-årsdag bibehöll Thriller sin påverkan på musikindustrin, artister och amerikansk kultur.
Den 25 mars 1983 framträdde Jackson tillsammans med Jackson 5, men han framförde även själv "Billie Jean", live på TV-specialen Motown 25: Yesterday, Today, Forever. Det var vid det framträdandet han debuterade med sitt danssteg Moonwalk och hans framträdande sågs av 47 miljoner tittare vid dess första sändning. Framträdandet jämfördes senare med Elvis Presleys och The Beatles uppträdanden på The Ed Sullivan Show. Jackson hade inte själv kommit på Moonwalken, utan finslipat en dans som från början dansades av barn i gettot. New York Times berömde hans framträdande då det enligt dem krävdes en perfekt timing för att genomföra det, och kallade honom en skicklig tekniker, illusionist och pantomimiker.
Den 13 minuter långa musikvideon till låten "Thriller" blev hyllad av kritiker och visades mycket på bland annat MTV. Thriller-videons popularitet ledde till att man gav ut en VHS med namnet Making Michael Jackson's Thriller och blev världens mest sålda musikvideo på VHS.

### Åren 1984–1985: Pepsi, "We Are the World", och en påbörjad karriär som affärsman

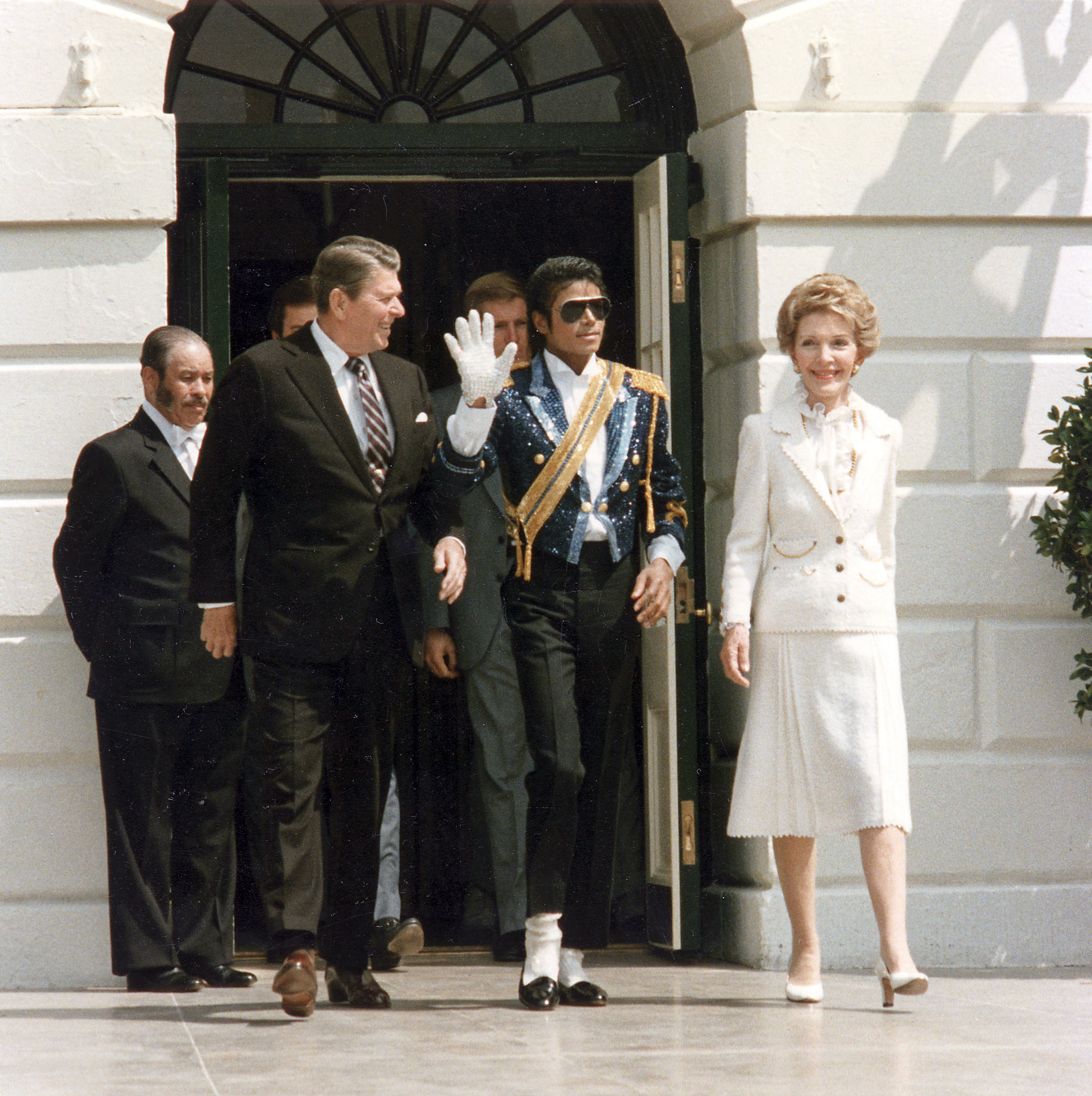
År 1984 träffade Michael Jackson Ronald och Nancy Reagan i Vita huset.

Den 27 januari 1984 möttes Jackson av en motgång då han under en inspelning av en Pepsireklamfilm på Shrine Auditorium i Los Angeles fick andra gradens brännskador då ett pyrotekniskt missöde fick hans hår att börja brinna. Då detta skedde framför en fullspäckad scen med fans under en simulerad konsert fick incidenten stor medial uppmärksamhet och väckte en stor sympati. Pepsico gjorde en uppgörelse utanför rätten och Jackson gav de 1,5 miljoner USD som han fick vid uppgörelsen till Brotman Medical Center i Culver City, California där han fått vård för sina skador. Pengarna gav sjukhuset möjlighet att införskaffa bästa möjliga teknik för behandling av brännskador och Brotman ändrade därefter, till hans ära, namnet på sin brännskadeavdelning till Michael Jackson Burn Center. Jackson hade sin tredje näsoperation kort efter och blev sedan ännu mer osäker på sitt yttre.
Jackson blev den 14 maj 1984 inbjuden till Vita huset för att motta ett pris av USA:s president Ronald Reagan. Han mottog priset på grund av sitt stöd till välgörenhetsorganisationer, som arbetade med att hjälpa människor att komma till rätta med alkohol- och drogmissbruk.
Han blev också nominerad i tolv olika kategorier till Grammy Awards 1984 och vann åtta av dem. Till skillnad från tidigare album hade inte Thriller någon officiell konsertturné inplanerad för att marknadsföra den, men under den så kallade Victory Tour, som med Jackson som huvudperson pågick under 1984, framfördes mycket av hans solomaterial inför mer än två miljoner amerikaner. Han donerade de 5 miljoner USD som han fick för turnén till välgörande ändamål.
Jackson skrev 1985 välgörenhetssingeln "We Are the World" tillsammans med Lionel Richie. Singeln släpptes globalt med syfte att hjälpa de fattiga i Afrika och USA och Jackson var en av 39 kända musiker som framträdde på inspelningen. Singeln blev en av de bäst säljande singlarna genom tiderna, med närmare 20 miljoner kopior sålda och miljontals dollar donerade till stöd för de svältande.
När Jackson arbetade med Paul McCartney på deras två hitsinglar "The Girl Is Mine" (1982) och "Say Say Say" (1983), blev de vänner och besökte varandra då och då. Vid ett tillfälle berättade McCartney för Jackson om de miljontals dollar han tjänat genom musikkataloger; han hade tjänat uppskattningsvis $40 miljoner per år från andra personers låtar. Jackson började då slå sig på affärer och började köpa, sälja och distribuera rättigheterna att ge ut musik från ett stort antal artister. Kort därefter kom musikkatalogen Northern Songs ut till försäljning. Den innehöll tusentals låtar, inkluderat flera låtar av The Beatles. Jackson visade omedelbart intresse, men blev varnad att han skulle komma att möta hårt motstånd vid budgivningen. Jackson förklarade att han inte brydde sig om det utan gav sin advokat Branca i uppgift att skaffa dem. Branca kontaktade då McCartneys advokat som klargjorde att McCartney inte var intresserad av budgivning, eftersom priset var för högt. Efter att Jackson påbörjat förhandlingar ändrade sig dock McCartney och försökte övertala Yoko Ono att buda på skivan tillsammans med honom, men hon avböjde och han drog sig då ur budgivningen. Jackson vann, efter tio månader, slutligen budgivningen och betalade 47,5 miljoner för katalogen.

### Åren 1986–1987:Bad-eran och kontroverser

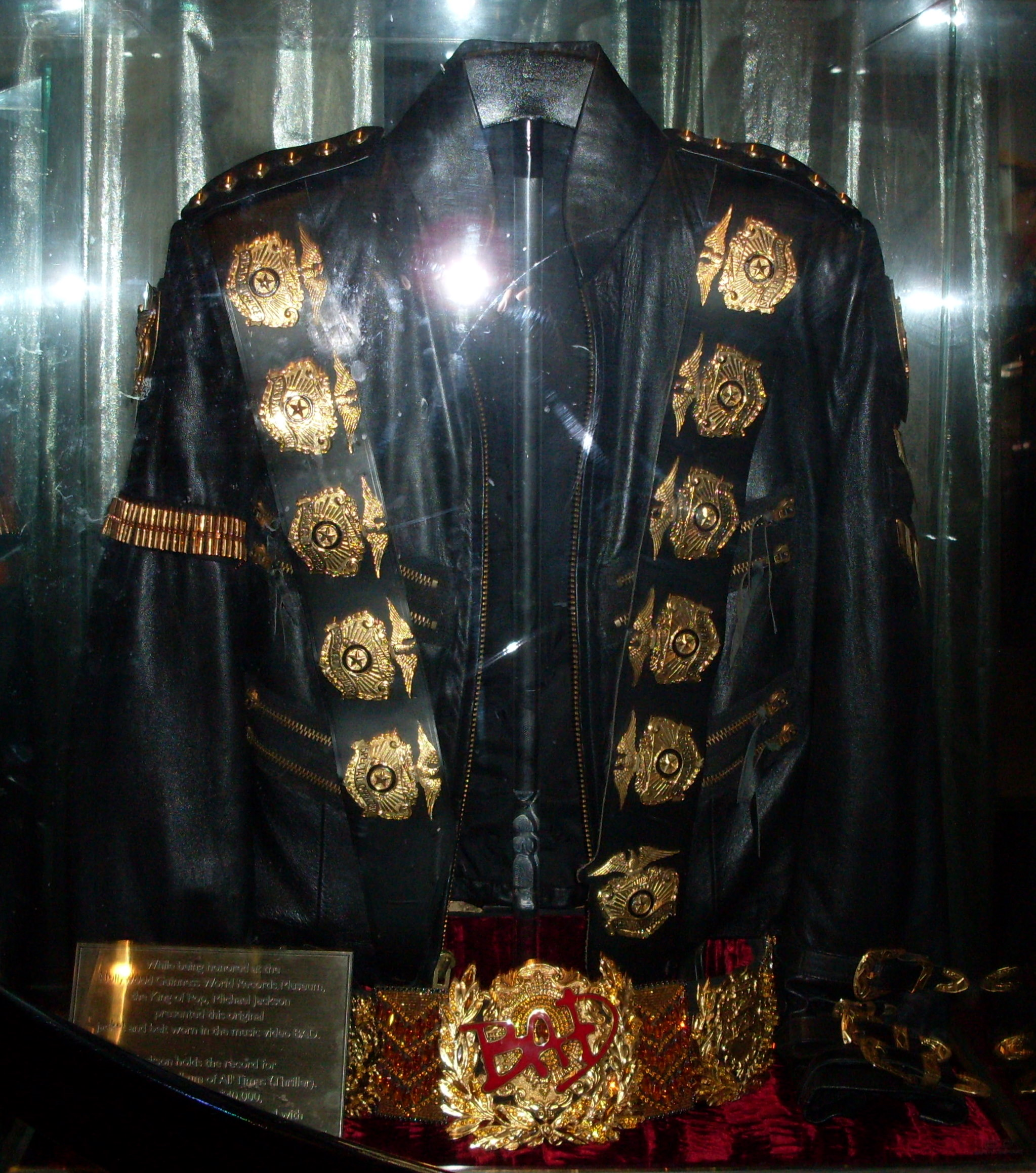
Michael Jacksons jacka och bälte från "Bad"-tiden.

År 1986 hade Jackson en fjärde näsoperation inplanerad och då han ville göra sina drag mer maskulina opererade han en klyfta i hakan. Han var därefter med i George Lucas och Francis Ford Coppolas 3D–film Captain EO, vilket var den per minut dyraste filmen vid den tiden. Filmen blev en stor succé och Disneyland framhävde den på området Tomorrowland i nära 11 år. Walt Disney World visade den på temaparken Epcot från 1986 till 1994.
Tidningarna började nu skriva fler och fler historier om Michael Jackson. När Jackson köpte en schimpans som han kallade för Bubbles beskrevs det i vissa tidningar som en ytterligare avskiljning från verkligheten. År 2003 hävdade Jackson att Bubbles kunde gå på toaletten själv och att han städade sitt eget rum.
Det påstods även att han sov i en tryckkammare för att förhindra åldringsprocessen. Dessutom skrevs det historier om att Jackson ville köpa Elefantmannens skelett, dessa historier var osanna, men enligt boken "The Magic & the Madness" skriven av "J. Randy Tarraborelli", som följt Jackson ända sedan han var ung, hävdar Tarraborelli att det egentligen var Jacksons manager Frank Dileo som hittade på historierna för att promota Jackson, möjligen med hjälp av Jackson själv. Historien gav upphov till det nedsättande smeknamnet "Wacko Jacko" (ungefärlig översättning: "Knäppskallen Jacko") som Jackson fick det efterföljande året. Han skulle sedan komma att avsky det smeknamnet. Då han insett sitt misstag slutade han att läcka osanningar till pressen. Detta hjälpte dock föga då pressen insett vilka inkomster liknande historier kunde ge, och de började därför hitta på egna historier.
År 1987 släppte Jackson sin tredje solo–skiva Bad och detta var sista gången han arbetade med Quincy Jones. Bad hade sju topp 10-singlar varav fem gick upp till första platsen. Albumet var på förstaplatsen i 8 veckor.
Efter albumet följde Bad Tour som varade i ungefär ett år och han besökte 15 länder, den första konserten var i Japan. Musikvideorna till bland annat "Bad" och "Smooth Criminal" blev mycket populära. Musikvideon till "Bad" regisserades av Martin Scorsese, och den nu världskända skådespelaren Wesley Snipes hade en roll som gangster i den 18 minuter långa kortfilmen. "Bad"-videon blev en stor succé, men skapade många rubriker i tidningarna på grund av att Jacksons hudfärg hade blivit mycket blekare. Jackson frågade rivalen Prince om han ville sjunga låten "Bad" med honom som en duett. Till en början var Prince positivt inställd till idén, men deras åsikter om texten var olika, varför Prince lämnade projektet. Enligt Quincy Jones, i en intervju på Thriller: Special Edition, ansåg Prince att låten skulle bli en hit, i varje fall "utan" honom.

### Åren 1988–1990: Självbiografi

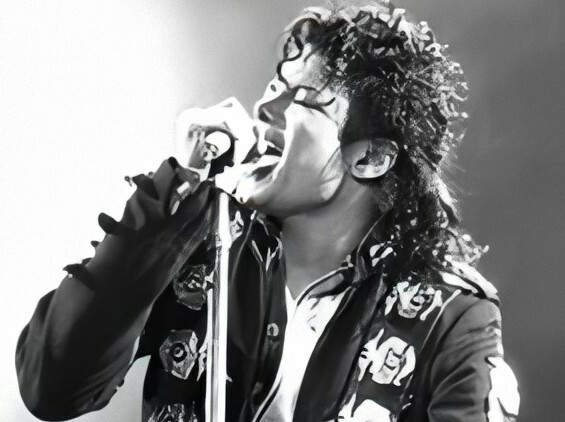
Michael Jackson under ett uppträdande i Wien, Österrike, 1988.

År 1988 släpptes den självbiografiska boken Moonwalk och även filmen Moonwalker, som visades på biografer i bland annat USA och Sverige. Filmen börjar med en video till låten "Man in the Mirror", sedan följer en kort biografisk film om stjärnans uppväxt och karriär fram till albumet Bad. Sedan följer ett antal musikvideor. Filmen blev senare ett TV–spel på arkad och Sega Mega Drive.
Det var på en prisgala 1989 som Elizabeth Taylor kallade honom för "the true king of pop, rock and soul". Fansen kortade ner det och började kalla honom för "The King of Pop". I början av 1989 gjorde Jackson sina sista Bad Tour-konserter, tog en paus, och återvände sedan till studion för att spela in ett nytt album. I november 1989 uppträdde han med balladen "You Were There" på Sammy Davis Jrs födelsedagskonsert. Under 1990 fortsatte han att spela in reklamfilmer för både Pepsi och La Gear Sports.

### Åren 1991–1993:Dangerous-eran och anklagelser om sexuella övergrepp

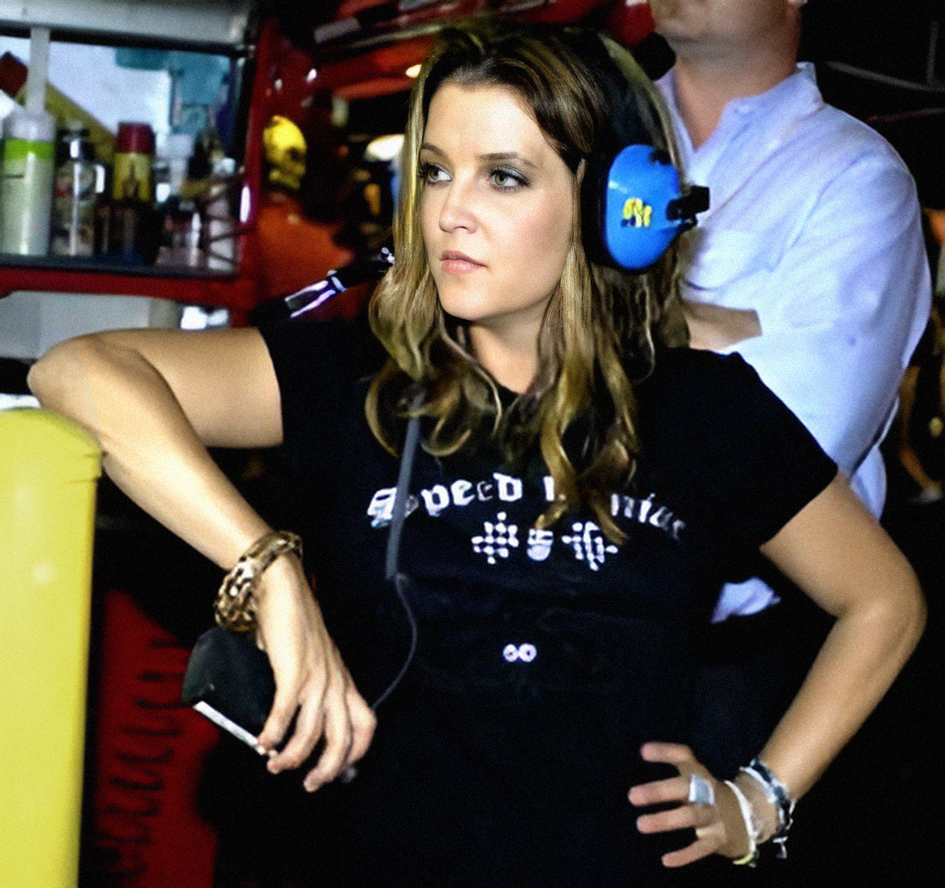
Michael Jacksons första fru, Lisa Marie Presley.

År 1991 släppte Jackson sin fjärde skiva som fick namnet "Dangerous", som såldes i 7 miljoner exemplar i USA och vars största hit blev "Black or White", men också "Remember the Time", "In the Closet", "Heal the World", "Who Is It", "Jam", och "Will You Be There" blev stora succéer. Han avslutade sitt samarbete med Quincy Jones och anställde nya producenter, såsom Teddy Riley. "Will You Be There" var också med som soundtrack till filmen Rädda Willy. Musikvideorna var som vanligt påkostade och innovativa. Videon till "Jam" visade Jackson och Michael Jordan dansande tillsammans och spelande basket. I videon till "Remember the Time" gästspelade både Eddie Murphy, Iman och Magic Johnson. I "In the Closet" poserade och dansade Michael Jackson med fotomodellen Naomi Campbell.
Jackson mottog den 14 februari 1992 Nationalförtjänstorden av Gabons president Omar Bongo. I juni 1992 gav sig Jackson iväg på en ny världsturné, Dangerous Tour, som aldrig besökte USA. Senare i januari 1993 uppträdde Jackson i halvleken på Super Bowl XXVII. Uppträdandet hade den dittills största publiken i amerikansk TV–historia.
Under 1993 blev Michael Jackson anklagad för sexuella övergrepp på Jordan Chandler. Han hade blivit vän med Jackson under 1992-1993 men nu anklagade Jordans föräldrar honom. Enligt boken "The Magic & The Madness" av J. Randy Tarraborelli ska Jordans far Evan Chandler ha begärt en summa pengar för att vara tyst. Först ville inte Jackson betala men senare så kom båda parterna överens om en summa, cirka 20 miljoner dollar enligt vissa källor och efter det drog Jordans föräldrar tillbaka anklagelserna. Åklagare var Thomas Sneddon, som också skötte undersökningarna. Låten D.S är tillägnad honom.
Michael Jackson gifte sig med Lisa Marie Presley den 18 maj 1994, och de skildes i januari 1996. Lisa Marie skrev på sin blogg: "Han älskade mig så mycket en människa kan älska någon". I sin blogg beskriver hon hur hon ångrar att hon inte stannade kvar hos honom den hårda tiden i hans liv och Michael har även svarat när han fått frågan; "vad är ditt livs största misstag?" "let the big love of my life go away".

### HIStoryochBlood on the Dance Floor

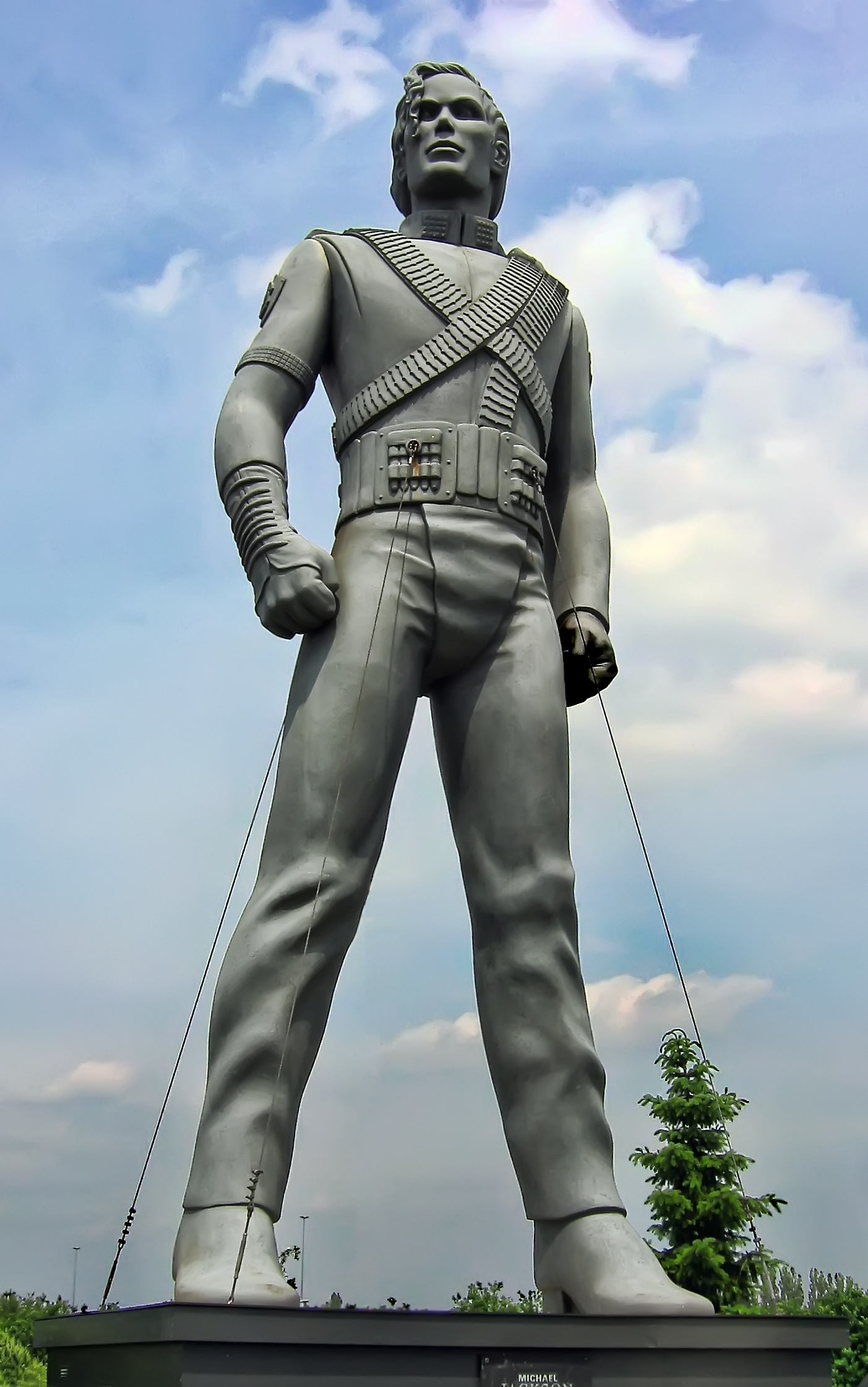
Michael Jackson-staty i Nederländerna.

Den 15 juni 1995 släpptes dubbelskivan HIStory: Past, Present and Future, Book I. Ena skivan innehöll 15 greatest hits-låtar, den andra hade 15 nya låtar. Albumet släpptes med Sonys fulla stöd. Många såg albumet som ett väldigt bittert, argt och personligt album. Jackson visade sina känslor och frustrationer om allt som hade hänt genom musiken. HIStory blev senare världens mest sålda dubbelskiva med minst 20 miljoner sålda exemplar. Den första skivan sågs av många som den glada Michael och den andra som arga Michael med låtar som "Scream" och "D.S." där Michael Jackson sjunger "Tom Sneddon is a cold man", men i häftet står det att han sjunger "Dom Sheldon", förmodligen skrev han så för att undvika att bli stämd av Sneddon. "They Don't Care About Us" var också en arg låt där Michael Jackson ville att man skulle säga nej till rasism och antisemitism. Även en känslig låt vid namn "Stranger in Moscow" fanns med, en låt där han beskriver hur ensam han är.
I september 1996 gav sig Michael Jackson iväg på en ny världsturné som skulle bli hans sista, HIStory Tour. Turnén besökte 56 städer i 35 länder på fem kontinenter.
Han var även förenad i äktenskap med Debbie Rowe från den 15 november 1996 till den 8 oktober 1999. Tillsammans fick de barnen Michael Joseph Prince Jackson, Jr., född den 13 februari 1997, och Paris Michael Katherine, född den 3 april 1998.
Den 14 maj 1997 släpptes remixskivan Blood on the Dance Floor: HIStory in the Mix som hade fem nya låtar och ett antal remixer på låtar från HIStory. Den första singeln som släpptes var "Blood on the Dance Floor" som gick upp på förstaplatsen i England, men nådde endast 42:a plats i USA.
"Ghosts" släpptes aldrig som singel i USA, men väl i Storbritannien där den nådde förstaplatsen. Musikvideon till "Ghosts" hade premiär den 8 maj 1997 på filmfestivalen i Cannes. Den är 40 minuter lång och därmed världens längsta musikvideo. Blood on the Dance Floor blev världens mest sålda remixalbum någonsin.

### Åren 2000–2009:Invincibleoch framåt
I oktober 2001 släppte Michael Jackson ett nytt soloalbum som fick namnet Invincible. Albumet debuterade på förstaplatsen på den amerikanska Billboardlistan och i 12 andra länder (England, Australien, Belgien, Danmark, Frankrike, Tyskland, Nederländerna, Ungern, Norge, Sverige, Schweiz och Turkiet) och har sålt över 8 miljoner exemplar.
Jackson ville släppa sju låtar från albumet som singlar. Han ville att den första singeln skulle bli "Unbreakable", tillsammans med en 20 minuter lång musikvideo, och sången användes i den första TV-reklamfilmen för albumet. Sony valde dock att släppa "You Rock My World" som första singel. Låten blev till slut den enda singeln från Invincible som släpptes över hela världen. Jackson önskade att släppa "Break of Dawn", "Butterflies", "Speechless", "Whatever Happens" (med Carlos Santana) och "Cry" som singlar.
Låten "Cry" släpptes som singel, dock inte i USA. "Butterflies" släpptes också som singel, dock endast som promosingel, och den nådde plats 14 på Billboardlistan. "Break of Dawn" släppts visserligen inte som singel, men fanns med på Jacksons samlingsalbum Number Ones. Låten "Heaven Can Wait" släpptes inte heller som singel, men spelades ändå en del i amerikansk radio och kom in på 72 plats på Billboard R&B/Hip–Hop chart. År 2001 firade Michael Jackson 30-årsjubileum som soloartist (30th Anniversary Celebration). Två stora konserter i Madison Square Garden i New York arrangerades, där bland andra Whitney Houston, Shaggy, Britney Spears, Marc Anthony, Destiny's Child, Dionne Warwick, Luther Vandross, 98 Degrees, *NSYNC och Aaron Carter deltog. Dessutom återförenades The Jacksons för första gången på sjutton år och sjöng ett låtmedley.

Michael Jackson med sin yngste son Prince Michael II på Disneyland Resort Paris i juni 2006.

Våren 2005 sade Michael Jackson i en intervju att han arbetade på en välgörenhetssång för offren från tsunamikatastrofen i Sydostasien 2004. Låten skulle ha producerats av Michael och Randy Jackson, samt ha framförts av Michael, Randy och resten av bröderna. Denna sång kom dock aldrig ut, förmodligen på grund av den kommande rättegången.
Hösten 2005 efter orkanen Katrina rapporterades att Michael Jackson ännu en gång skulle spela in en välgörenhetslåt. Låten skulle först heta "From the Bottom of My Heart", och tros ha varit den planerade tsunamisången. Senare på hösten rapporterades att låten helt skulle skrivas om och titeln var nu "I Have This Dream".
Michael Jackson och Sony gav 2006 ut Visionary: The Video Singles, en box med 20 CD-singlar, på så kallade DualDisc-skivor. Singlarna från Visionary är Michael Jacksons största hits från 1979 och framåt. Skivorna har låten på ena sidan och musikvideon till låten på andra sidan. I april 2006 skrev Jackson ett kontrakt med den engelska musikproducenten Guy Holmes, och Michael skrev ett kontrakt med 2 Seas Records för ett album som planerades att släppas 2007.. I maj 2006 åkte Jackson till Japan för att ta emot ett "Legend Award" på MTV:s japanska VMA i Tokyo. Senare rapporterades det att Jackson planerade att adoptera ett barn från Japan. I juni 2006 kungjorde Jackson sina planer på att starta The Michael Jackson Company, Inc. för att ersätta MJJ Productions.
Den 15 november 2006 uppträdde Jackson med fredslåten "We Are the World" på World Music Awards i London. Han tog också emot ett pris för att ha sålt över 100 miljoner skivor. Under 2008 gav Jackson ut en jubileumsversion av skivan Thriller, 25th Year Anniversary Edition, som förutom de nio albumspåren innehåller sju extra spår, samt en dvd med tre videor och ett liveframträdande. Skivan gavs ut med två olika omslag samt i en deluxe–utgåva. I samband med jubileumsskivan gavs även en singel ut, "The Girl Is Mine 2008".

### År 2009: Död
Sommaren 2009 planerade Jackson att göra comeback med 50 konserter under rubriken "This Is It" på The O2 Arena i London.. Konserterna skulle pågå från juli 2009 fram till mars 2010. Dessa planer gick om intet, då han den 25 juni 2009 avled efter att ha drabbats av hjärtstillestånd, 50 år gammal. Dödsorsaken var en stark överdos av narkosmedlet propofol.
Omkring klockan 12:20 inkom ett anonymt samtal till larmcentralen om att Michael Jackson hade drabbats av ett hjärtstillestånd i sitt tillfälliga hem på North Carolwood Drive 100 i Holmby Hills i Los Angeles. Ambulans och sjukvårdare kallades till platsen dit de anlände cirka 12:30 lokal tid. Jackson andades inte, och fördes med ambulans till Ronald Reagan UCLA Medical Center, där han kort efter ankomst avled efter en rad resultatlösa återupplivningsförsök. Han dödförklarades klockan 14.26 lokal tid. (23.26 i svensk tid) Rapporterna om Jacksons död orsakade sådan trafik på många webbplatser att flera drabbades av tekniska problem, däribland Google, Twitter och Wikipedia. Jacksons död innebar också en dramatisk ökning i försäljningen av hans musik. Många av hans singlar gick efter hans död rakt in på topplistorna runt om i världen.
Dödsfallet gav upphov till viss ryktesspridning; det uppgavs allt från att Jackson blev mördad till att han spökat på Neverland eller bara iscensatt sitt dödsfall.

#### Minnesceremoni och begravning

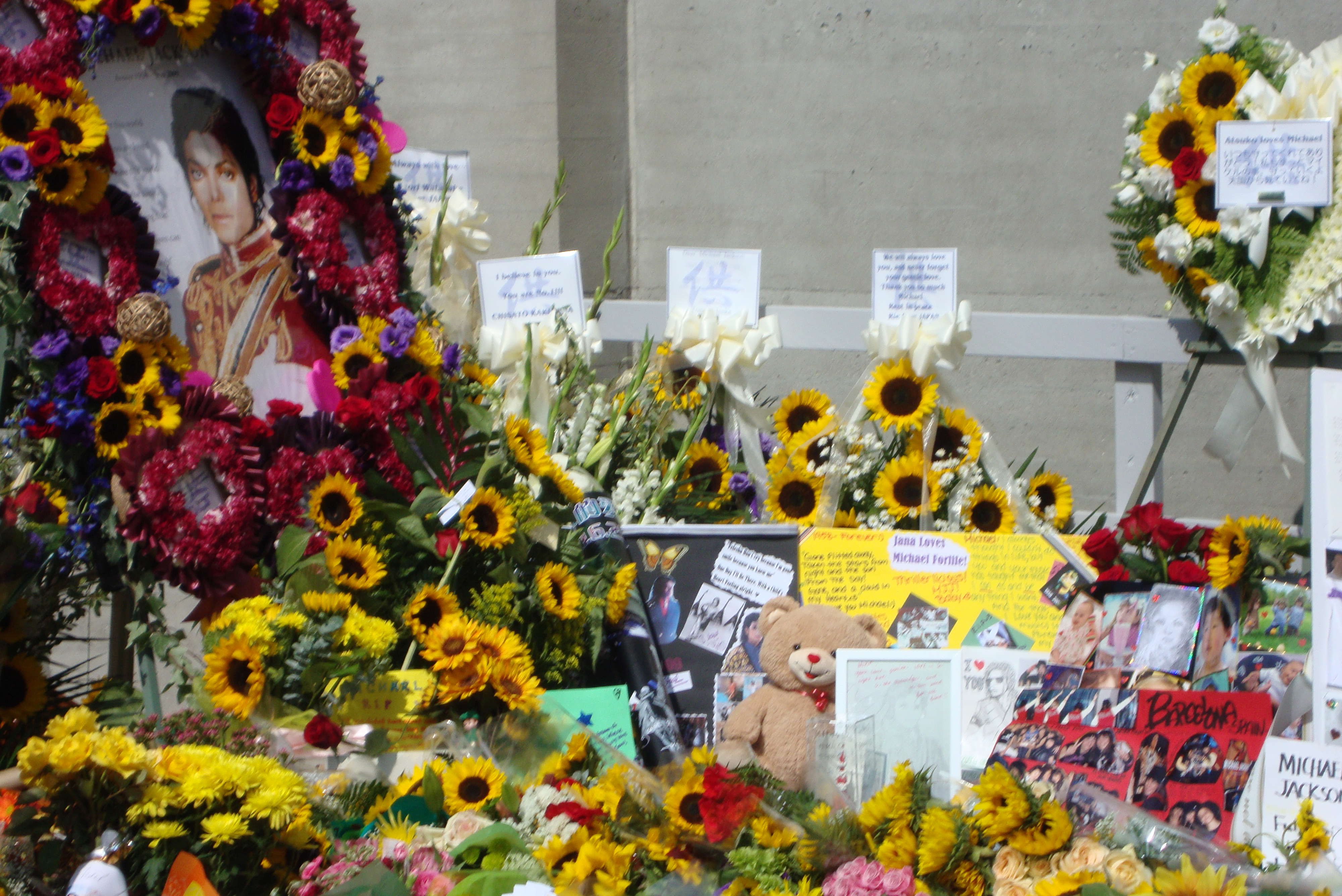
Blommor av fans från hela världen i Forest Lawn Memorial Park.

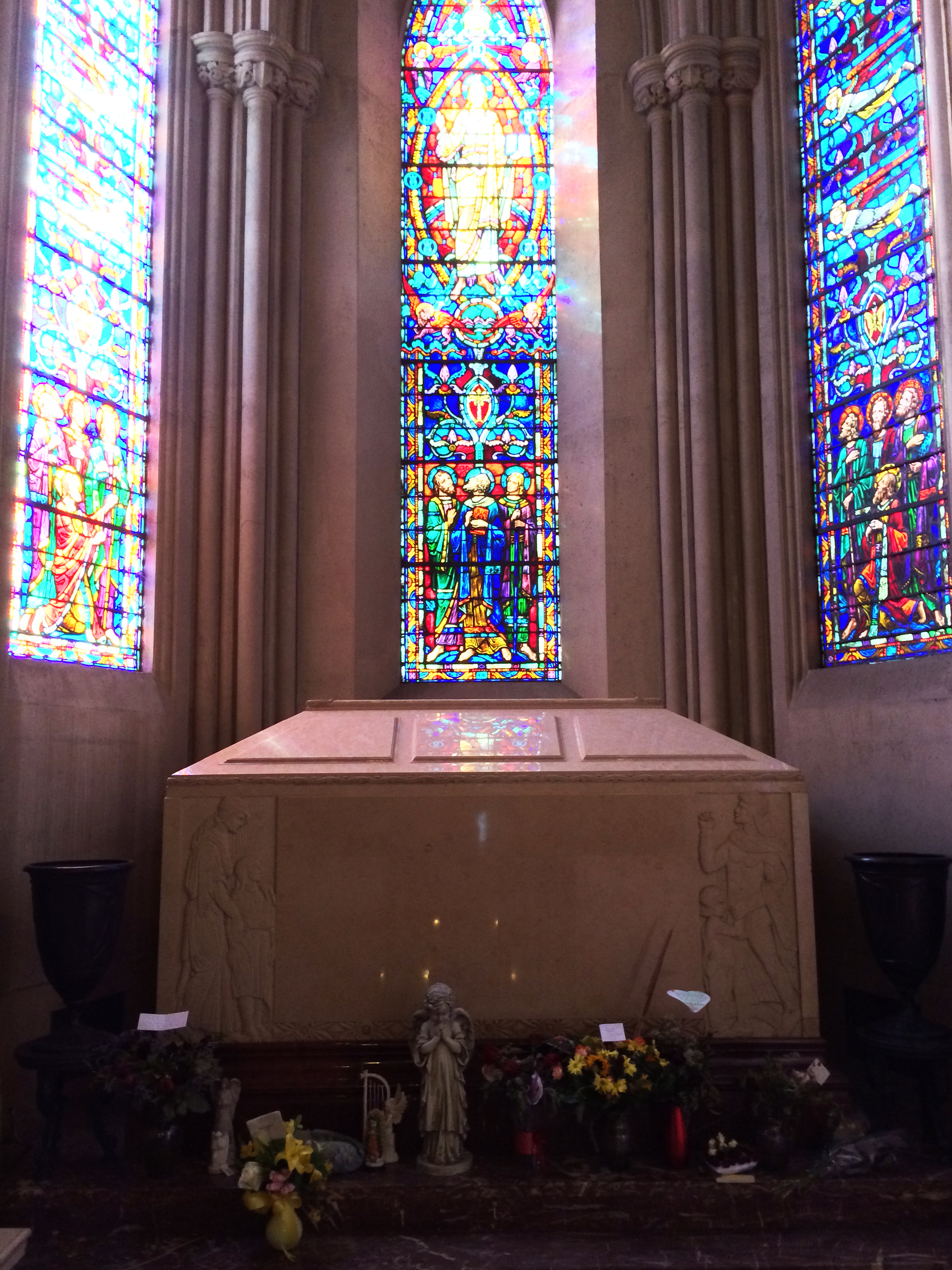
Jackson's grav i Holly Terrace. Forest Lawn Glendale.

Den 7 juli 2009 klockan 10:00 (lokal tid) hölls en minnesceremoni för Michael Jackson i arenan Staples Center i centrala Los Angeles, samma arena som användes för repetitionerna inför den planerade comebacken. Cirka 20 000 personer i publiken fick se artister som Usher, Stevie Wonder, Lionel Richie, Smokey Robinson, Mariah Carey, Trey Lorenz och Brooke Shields hylla Michael Jackson med uppträdanden och tal. Ceremonin avslutades med att medlemmar ur Jacksons närmaste familj, däribland bröderna Jermaine Jackson, Marlon Jackson och dottern Paris Jackson, höll tal. Michael Jackson gravsattes den 4 september 2009 (svensk tid) i ett mausoleum på Forest Lawn Memorial Park i Glendale utanför Los Angeles.

#### Rättsligt efterspel
Efter Jacksons död inleddes en förundersökning om dråp mot dennes personliga läkare, Conrad Murray, som varit med när Jackson kollapsade i sitt hem. Rättegången inleddes den 27 september 2011.
Den 7 november 2011 meddelades juryn utslag i fråga om Conrad Murrays ansvar för brott. Enligt utslaget ansågs Murray skyldig till brottet vållande till annans död. Samma dag fördes han till Los Angeles County jail i avvaktan på rättens beslut om påföljd. Påföljden bestämdes, genom dom den 29 november 2011, till fängelse i fyra år.

### Arv
Michael Jacksons mor Katherine Jackson fick vårdnaden om hans tre barn enligt en domstol i USA. Detta går i linje med Jacksons testamente från 2002. Debbie Rowe, som är mor till de två äldsta barnen får också umgängesrätt till sina barn.

### This Is It
Delar av planeringen och repetitioner inför de 50 konserterna i London filmades och klipptes ihop till filmen This Is It. Filmen hade världspremiär den 28 oktober 2009 på bio och visades endast i två veckor. Albumet med samma namn släpptes den 26 oktober 2009. Den 12 oktober 2009 släpptes singeln This Is It.

### Michael
Den 10 december 2010 släpptes albumet Michael med bland annat låten "Breaking News" som hade världspremiär den 8 november. Låten streamades från hans officiella webbplats i en vecka. Albumet innehåller 10 tidigare outgivna låtar. I december månad släpptes singeln "Hold My Hand" som är en duett med Akon. "Hollywood Tonight" blev nästa singel i april 2011 och därefter släpptes "Behind the Mask".

### Hudfärg och hälsa
Ett annat omtalat ämne var Jacksons hudfärg, som hade bleknat påtagligt efter 1986. Tidigare, under hans ungdom, hade hans hud haft en mörkbrun färg men i början av 1980-talet blev färgtonen gradvis ljusare. Olika tidningar påstod att han blekte huden själv för att han inte ville vara svart.I mitten av 1980-talet diagnostiserades Jackson med sjukdomen vitiligo, en sjukdom som gör att man tappar hudpigmentet samt gjorde honom känslig för solljus. Behandlingen han använde för sina besvär gjorde att hans hud fick en ännu ljusare ton. Då han sminkade sig för att jämna ut oregelbundenheterna i färgen, framstod han som mycket blek. Vid en intervju med Oprah Winfrey 1993 talade Jackson för första gången öppet om sjukdomen vitiligo för att stoppa ryktena.
Även Jacksons ansiktsstruktur förändrades. Medan han själv bara medgett att ha opererat näsan två gånger, är hans egna plastikkirurger och utomstående experter ense om att det rört sig om betydligt fler ingrepp, i hela ansiktet. Förändringarna i ansiktet var delvis även på grund av en större viktminskning. Jackson gick ned vikt i början av 1980-talet på grund av en förändrad diet och en önskan om att få en dansares kropp. Vittnen uppgav att Jackson ofta var yr och spekulerade att han led av anorexia nervosa. Under de senare åren av hans liv kom perioder av viktnedgång att bli ett återkommande problem. Medicinsk expertis har offentligt angett att de tror att Jackson hade dysmorfofobi, en psykisk sjukdom där patienten har en skev negativ uppfattning av sitt utseende.

### Rättsprocesser och dokumentär om pedofilianklagelser
Under 1993 blev Michael Jackson anklagad för sexuella övergrepp på Jordan Chandler. Han hade blivit vän med Jackson under 1992–1993 men nu anklagade Jordans föräldrar honom. Enligt boken "The Magic & The Madness" av J. Randy Tarraborelli ska Jordans far Evan Chandler ha begärt en summa pengar för att vara tyst. Först ville inte Jackson betala men senare så kom båda parterna överens om en summa, cirka 20 miljoner dollar enligt vissa källor och efter det drog Jordans föräldrar tillbaka anklagelserna. Åklagare var Thomas Sneddon, som också skötte undersökningarna. Låten D.S är tillägnad honom.
Jackson blev år 2003 anklagad för sexuella övergrepp mot den minderåriga pojken Gavin Arvizo. Åklagaren var densamma som i fallet 1993, alltså Thomas Sneddon. Försvarsadvokat var Thomas Mesereau. Efter en omkring fem månader lång rättegång frikändes Jackson måndagen den 13 juni 2005 på alla åtalspunkter.
Det väckte stor uppmärksamhet då dokumentärfilmen Leaving Neverland i mars 2019 visades på tv i flera länder. I den berättar Wade Robsson och James Safechuck ingående om den speciella nära relationen och de påstådda övergreppen Michael Jackson skall ha begått mot dem som barn. Wade Robsson vittnade i den tidigare rättegången för Michael Jackson och sa då att han inte blivit utsatt för sexuella övergrepp. I dokumentären hävdar han dock att han faktiskt blivit utsatt för sexuella övergrepp av Michael Jackson mellan 7 år och 14 års ålder och menar att han som barn inte kunde berätta om det som förevarit på grund av de nära vänskapsbanden till Jackson.

## Diskografi

### Album
- 1972 – Got to Be There
- 1972 – Ben
- 1973 – Music & Me
- 1975 – Forever, Michael
- 1979 – Off the Wall
- 1982 – Thriller
- 1987 – Bad
- 1991 – Dangerous
- 1995 – HIStory – Past, Present And Future
- 1997 – Blood On The Dance Floor – HIStory In The Mix
- 2001 – Invincible

### Postum utgivning
- 2010 – Michael
- 2014 – Xscape

## Samlingsalbum
- 2003 – Number Ones
- 2004 – Michael Jackson: The Ultimate Collection
- 2005 – The Essential Michael Jackson
- 2006 – Visionary: The Video Singles
- 2008 – Thriller 25
- 2008 – King of Pop
- 2009 – This Is It
- 2012 – Bad 25

### Titlar från Motown med The Jackson 5
- 1969 – Diana Ross Presents The Jackson 5
- 1970 – ABC
- 1970 – Third Album
- 1970 – The Jackson 5 Christmas Album
- 1971 – Maybe Tomorrow
- 1971 – Goin' Back to Indiana
- 1972 – Lookin' Through the Windows
- 1973 – Skywriter
- 1973 – The Jackson 5 in Japan (släpptes bara i Japan)
- 1973 – Get It Together
- 1974 – Dancing Machine
- 1975 – Moving Violation
- 1976 – Joyful Jukebox Music
- 1979 – Boggie
- 2009 – The Motown Years

### Titlar från Epic Records med The Jacksons
- 1976 – The Jacksons
- 1977 – Goin' Places
- 1978 – Destiny
- 1980 – Triumph
- 1981 – The Jacksons Live
- 1984 – Victory
- 1989 – 2300 Jackson Street

### Singelettor
- "Ben" (1972, USA, Australien)
- "Don't Stop 'til You Get Enough" (1979, USA, Australien, Belgien, Danmark, Norge)
- "Rock with You" (1980, USA (Billboard Hot 100, Hot R&B/Hip-Hop Songs), Spanien)
- "One Day in Your Life" (1981, Irland, Nederländerna, Storbritannien)
- "The Girl Is Mine" (1983, med Paul McCartney, USA (Hot R&B/Hip-Hop Songs, Adult Contemporary Chart)
- "Say Say Say" (1983, med Paul McCartney, USA, Norge, Sverige)
- "Wanna Be Startin' Somethin'" (1983, Nederländerna)
- "Beat It" (1983, USA (Billboard Hot 100, R&B Singles Chart), Nederländerna, Spanien)
- "Thriller" (1983/1984/2009, USA, Belgien, Frankrike, Spanien)
- Billie Jean" (1983/2009, USA (Billboard Hot 100, R&B Singles Chart), Frankrike, Irland, Kanada, Spanien, Storbritannien)
- "I Just Can't Stop Loving You" (1987, USA (Billboard Hot 100, Hot Adult Contemporary Tracks, Hot R&B/Hip-Hop Songs), Belgien, Danmark, Europa, Irland, Italien, Nederländerna, Norge, Storbritannien, Spanien)
- "Bad" (1987, USA (Billboard Hot 100, Hot R&B/Hip-Hop Songs, Hot Dance Club Songs), Europa, Irland, Nederländerna)
- "The Way You Make Me Feel" (1987/1988/2006/2009, USA (Billboard Hot 100, Hot R&B/Hip-Hop Songs, Hot Dance Club Songs, Hot Digital Songs), Spanien)
- "Man in the Mirror" (1988/2009, USA, Storbritannien)
- "Dirty Diana" (1988, USA, Europa)
- "Another Part of Me" (1988, USA)
- "Liberian Girl" (1989, Irland)
- "Leave Me Alone" (1989, Spanien)
- "Black or White" (1991, USA, Australien, Belgien, Frankrike, Danmark, Irland, Norge, Nya Zeeland, Kanada, Schweiz, Storbritannien, Tyskland)
- "Remember the Time" (1992, USA (Hot R&B/Hip-Hop Songs, Dance Music/Club Play Singles, Hot Adult Contemporary Tracks), Australien, Frankrike, Nederländerna, Norge, Nya Zeeland, Italien, Schweiz, Sverige, Österrike)
- "In the Closet" (1992, USA (Hot Dance Club Songs, Hot R&B/Hip-Hop Songs)
- "Give In to Me" (1993, Nya Zeeland)
- "Scream" (1995, med Janet Jackson, USA, Belgien (Flanders) Singles Chart, (Wallonia) Singles Chart), Frankrike, Italien, Nya Zeeland)
- "They Don't Care About Us" (1996, USA, Tyskland)
- "Stranger in Moscow" (1996, Spanien)
- "Earth Song" (1995/2009, Belgien (Flanders) Singles Chart, (Wallonia) Singles Chart), Europa (Eurochart Hot 100 Singles, European Hot 100 Singles), Danmark, Nederländerna, Finland, Frankrike, Italien, Norge, Nya Zeeland, Schweiz, Storbritannien, Spanien, Sverige, Tyskland, Österrike (ARIA Charts, Ö3 Austria Top 40)
- "You Are Not Alone" (1995/2009, USA, Belgien, Frankrike, Irland, Nya Zeeland, Schweiz, Storbritannien, Spanien)
- "Blood on the Dance Floor" (1997, Storbritannien, Spanien)
- "One More Chance" (2003, Moldavien, Turkiet, Venezuela)
- "Hollywood Tonight" (2011, USA)[92]

## Turnéer

### The Jackson 5-turnéer
- 1970 – The Jackson 5 First National Tour
- 1971 – The Jackson 5 Second National Tour
- 1971–1972 – The Jackson 5 US Tour
- 1972 – The Jackson 5 European Tour
- 1973–1975 The Jackson 5 World Tour
- 1976 – The Jackson 5 World Tour

### The Jacksons-turnéer
- 1977 – European Tour
- 1978 – Interim Tour
- 1979–1980 – Destiny Tour
- 1981 – Triumph Tour
- 1984 – Victory Tour

### Soloturnéer
- 1987–1989 – Bad World Tour
- 1992–1993 – Dangerous World Tour
- 1996–1997 – HIStory World Tour
- 2009 – This Is It (hans planerade sista turné, som dock ställdes in på grund av hans död)

### Nämnvärda konserter
- 1996 – Royal Concert Brunei
- 1999 – MJ & Friends Concert
- 2001 – 30th Anniversary Celebration
- 2001 – United We Stand

## Filmografi
- 1978 – The Wiz
- 1986 – Captain EO
- 1988 – Moonwalker
- 1997 – Ghosts
- 2002 – Men in Black II
- 2004 – Miss Cast Away
- 2009 – Michael Jackson's This Is It

### TV
- The Jackson 5 Cartoon Episodes (amerikansk tecknad serie) 14 avsnitt
- The Jacksons TV Show. 2 säsonger, 12 avsnitt sammanlagt (1976–1977)
- The Simpsons, Säsong 3, Episod 1, "Stark Raving Dad", (1991). I eftertexterna omnämns han "John Jay Smith"
- South Park, Säsong 8, Episod 7, "Meeting Mr. Jefferson". Många referenser dras, exempelvis "Heal The World" allsång i slutet av episoden

## Böcker
- Moonwalk självbiografi av Michael Jackson (1988)
- Dancing the Dream dikt– och fotobok av Michael Jackson (1992)
- My World dikt– och fotobok av Michael Jackson (2006)
- The Magic & The Madness biografi av J. Randy Tarraborelli; finns i flera olika uppdaterade upplagor

## Datorspel
- Michael Jackson's Moonwalker
- Space Channel 5
- Michael Jackson: The Experience
- Planet Michael

## Priser

### Hollywood Walk of Fame
- Michael Jackson fick en stjärna på Hollywood Walk of Fame år 1984[93]

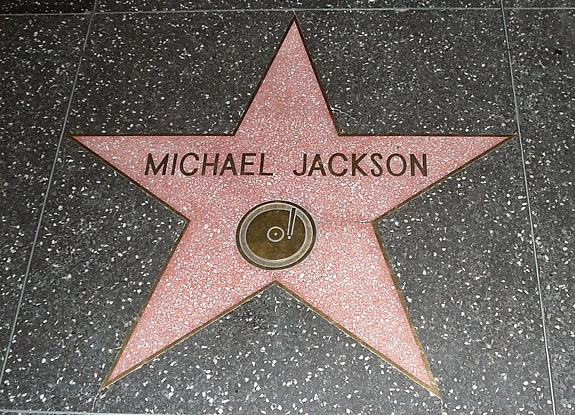
Michael Jackson fick en stjärna på Hollywood Walk of Fame 1984

### Grammy
- Grammy – Bästa manliga R&B-sångare 1980 för Don't Stop 'Til You Get Enough[93]
- Grammy – Årets album 1984 för Thriller[93]
- Grammy – Årets inspelning 1984 för Beat it[93]
- Grammy – Bästa manliga rocksångare 1984 för Beat It[93]
- Grammy – Bästa manliga popsångare 1984 för Thriller[93]
- Grammy – Bästa R&B-sång 1984 för Billie Jean[93]
- Grammy – Bästa manliga R&B-sångare 1984 för Billie Jean[93]
- Grammy – Årets producent 1984 tillsammans med Quincy Jones[93]
- Grammy – Bästa inspelning för barn 1984 för E.T. the Extra–Terrestrial Storybook[93]
- Grammy – Bästa videoalbum 1985 för Making Michael Jackson's Thriller[93]
- Grammy – Årets sång 1986 för We Are the World tillsammans med Lionel Richie[93]
- Grammy – Årets inspelning 1986 för We Are the World tillsammans med Lionel Richie[93]
- Grammy – Årets bästa uppträdande av duo eller grupp 1986 för We Are the World tillsammans med Lionel Richie[93]
- Grammy – Årets musikvideo 1986 för We Are the World tillsammans med Lionel Richie[93]
- Grammy – Bästa korta musikvideo 1990 för Leave Me Alone[93]
- Grammy - Living Legend award 1993[94]
- Grammy – Bästa korta musikvideo 1996 för Scream tillsammans med Janet Jackson[94]
- Grammy – Lifetime achievement award (postumt) 2009[95]

### MTV Movie Award
- MTV Movie Award – Bästa sång 1994 Will You Be There från filmen Rädda Willy[96]

### Rock and Roll Hall of Fame
- Rock and Roll Hall of Fame, invald två gånger 1997 (Jackson 5) och 2001 (soloartist)[94][97]

### Guinness World Records
- Guinness World Records har utsett Jackson till "Youngest vocalist to top the US singles chart" (Han var 11 år)[98]
- Guinness World Records har utsett Jackson till "First vocalist to enter the US single chart at No.1" (låten: You Are Not Alone)[98]
- Guinness World Records har utsett Jackson till "Most weeks at the top of the US album charts (non–soundtrack)" (37 veckor Thriller)[98]
- Guinness World Records har utsett Jackson till "Most successful music video" (Thriller över en miljon sålda)[98]
- Guinness World Records har utsett Jackson till "First entertainer to earn more than $100 million in a year"[98]
- Guinness World Records har utsett Jackson till "Largest Entertainment Contract Ever" (890 miljoner dollar)[94]
- Thriller musikalbum av Michael Jackson, producerat av Quincy Jones. Det är världens hittills mest sålda album och har enligt Guinness Rekordbok sålts i över 104 miljoner exemplar[99]

### Utmärkelser
Michael Jackson infördes i Hollywood Walk of Fame 1980 som en medlem i The Jacksons och 1984 som en soloartist.
Han fick utmärkelser som World Music Awards, Best-Selling Pop Male Artist of the Millennium, the American Music Award's Artist of the Century Award och the Bambi Pop Artist of the Millennium Award. Han var även blivit införd två gånger i the Rock and Roll Hall of Fame, en gång som medlem i The Jackson 5 år 1997 och senare som soloartist 2001. Jackson var även publicerad i flera andra "hall of fames", bland annat Vocal Group Hall of Fame (som en The Jackson 5-medlem) år 1999 och the Songwriters Hall of Fame 2002. År 2010 blev Jackson införd i the Dance Hall of Fame som den första (och för närvarande enda) dansare från pop och rock n' roll-världen.
Bland hans utmärkelser inkluderas många Guinness Världsrekord (åtta bara år 2006), 13 "Grammy Awards" (likväl som the Grammy Legend Award och the Grammy Lifetime Achievement Award), 26 "American Music Awards" ("Artist of the Century" och "Artist of the 1980s" är även inkluderade) Mer än någon annan artist, 13 nummer ett-singlar i USA i hans solokarriär, mer än någon annan manlig artist i "The Hot 100 era". Enligt beräkningarna ska Jackson ha sålt mer än 1 miljard album och singlar världen runt, vilket gör honom till världens bästsäljande manliga pop-artist.
Michael Jackson fick även en Doctor of Humande Letters Degree av The United Negro College Fund. 1998 erhöll han hedersdoktorat i Humane Letters av Fisk University. Sammanlagt fick Michael Jackson över 420 utmärkelser inklusive presidentiella utmärkelser.